# Siggefora ledningsgata södra
Siggefora ledningsgata södra este o arie protejată (arie specială de conservare — SAC, sit de importanță comunitară — SCI) din Suedia întinsă pe o suprafață de 58,9 ha, integral pe uscat.

## Localizare
Centrul sitului Siggefora ledningsgata södra este situat la coordonatele 59°58′02″N 17°10′01″E / 59.9672°N 17.167°E.

## Înființare
Situl Siggefora ledningsgata södra a fost declarat sit de importanță comunitară în aprilie 2004 pentru a proteja 1 specie de animale. Situl a fost protejat și ca arie specială de conservare în martie 2011.

## Biodiversitate
Situată în ecoregiunea boreală, aria protejată nu include niciun habitat protejat.
La baza desemnării sitului se află o specie protejată de  nevertebrate: fluturele auriu (Euphydryas aurinia).